# Echeveria globuliflora
Echeveria globuliflora är en fetbladsväxtart som beskrevs av Walther. Echeveria globuliflora ingår i släktet Echeveria och familjen fetbladsväxter. Inga underarter finns listade i Catalogue of Life.